# Karl Östreicher
Karl Östreicher (* 23. März 1931 in Reubach-Kühnhard; † 29. Dezember 1998 in Künzelsau) war ein deutscher Landwirt und Politiker (CDU). Von 1979 bis 1996 saß er im Landtag von Baden-Württemberg.

## Leben
Nach dem Besuch der Volksschule absolvierte er eine landwirtschaftliche Ausbildung, die er als Landwirtschaftsmeister abschloss. Er war als selbstständiger Landwirt in Ehringshausen tätig. Seit 1970 war er Mitglied der CDU. Dem Landtag von Baden-Württemberg gehörte er ab dem 28. Dezember 1979 als Nachrücker für den verstorbenen Franz Gehweiler für den Landtagswahlkreis Hohenlohe an. Bei den Landtagswahlen 1980 bis 1992 wurde er jeweils wiedergewählt. Bei der Landtagswahl 1996 trat er nicht mehr an. Im Landtag gehörte er dem Ausschuss für Ländlichen Raum und Landwirtschaft sowie dem Sozialausschuss an und kümmerte sich vornehmlich um die Struktur- und Agrarpolitik sowie um die Belange Hohenlohes.
Wegen einer schweren Erkrankung trat er bei den Wahlen 1996 nicht mehr an. In der Nacht auf den 29. Dezember 1998 starb er im Künzelsauer Kreiskrankenhaus. Am 5. Januar 1999 wurde er in Blaufelden-Gammesfeld beerdigt.
Östreicher war evangelischer Konfession und verheiratet, aus der Ehe mit seiner Frau Irmgard gingen vier Kinder hervor. Er war u. a. Vorsitzender des CDU-Gemeindeverbandes Blaufelden und zwölf Jahre lang Vorsitzender des Evangelischen Bauernwerks in Württemberg.

## Ehrungen
- Bundesverdienstkreuz am Bande (1. September 1983)[3]
- Bundesverdienstkreuz 1. Klasse (20. Februar 1990)[3]
- Verdienstmedaille des Landes Baden-Württemberg (1996)[4]